# Tangara de Delattre
Tachyphonus delatrii
Espèce
Répartition géographique
Statut de conservation UICN

 LC  : Préoccupation mineure
Le Tangara de Delattre (Tachyphonus delatrii) est une espèce de passereau appartenant à la famille des Thraupidae.
Son nom commémore l'ornithologue Adolphe Delattre (1005-1854).

## Répartition
Son aire s'étend à travers la façade atlantique de l'Amérique centrale et le Tumbes-Chocó-Magdalena.